# ألكسندر بانتيتش (لاعب كرة قدم)
ألكسندر بانتيتش (بالصربية: Александар Пантић)‏ هو لاعب كرة قدم صربي في مركز الدفاع، ولد في 1 أكتوبر 1978 في Prokuplje ‏ في صربيا. شارك مع منتخب صربيا والجبل الأسود لكرة القدم. أما مع النوادي، فقد لعب مع النجم الأحمر بلغراد ودينامو بانتشيفو وراد بيوغراد ونادي أوبليتش ونادي أومونيا.

## وصلات خارجية
- ألكسندر بانتيتش (لاعب كرة قدم) على موقع قاعدة بيانات كرة القدم.إي يو (الإنجليزية)
- ألكسندر بانتيتش (لاعب كرة قدم) على موقع ناشيونال فوتبول تيمز (الإنجليزية)
- ألكسندر بانتيتش (لاعب كرة قدم) على موقع Soccerway.com (الإنجليزية)
- ألكسندر بانتيتش (لاعب كرة قدم) على موقع عالم كرة القدم.نت (الإنجليزية)
- ألكسندر بانتيتش (لاعب كرة قدم) على موقع AS.com (الإسبانية)